# Coleophora glitzella
Coleophora glitzella é uma espécie de mariposa do gênero Coleophora pertencente à família Coleophoridae.